# Axie Infinity
『Axie Infinity』（アクシー・インフィニティ）は、ベトナムのゲーム開発スタジオSkyMavis社によって2018年にリリースされたブロックチェーン・ゲームである。
ゲーム内では「アクシー（axie）」と呼ばれる仮想生物を購入し、育成や繁殖（ブリーディング）、取引をするほか、ゲーム内での敵や、他のプレイヤーのアクシーのチームとの対戦などを行わせることができる。
各アクシーは、独自の外観と固有の「遺伝暗号」を備えた代替不可能なトークン（非代替性トークン：NFT）であり、ブロックチェーンに格納される。 2019年1月以降、仮想土地を非代替性トークンの形でゲーム内で購入することも可能となっている。
1日に100万人以上のユーザーがプレイし、取引量が10億ドルに達した最初のNFTゲームとなった。フィリピンなどの国では、本ゲームをプレイすることで獲得した仮想通貨による収入で生計を立てているプレイヤーが相当数いることが知られている。同ゲームにおいて使用される仮想通貨には、「AXS (Axie Infinity Shards)」と「SLP(Smooth Love Potion)」の2種類がある。
同ゲームは基盤となるブロックチェーンとしてイーサリアムを採用しているが、スケーラビリティ問題によるトランザクションの停滞や取引手数料（GAS代）高騰などを無視できなくなったため、Sky Mavis社は同ゲーム専用となる「Ronin」ブロックチェーンを開発した。また、Roninブロックチェーン上では、同ゲームのエコシステム内で使用されるAXSやSLPなどの仮想通貨を相互に交換することが可能な分散型取引所（DEX）である「Katana」も開発、サービスを提供している。さらには同ゲームで活用されるNFTのマーケットプレイスも同チェーン上に作成しおり、活発な取引が行われる。Ronin上のサービスを利用する上では、ETHに対応したウォレットではなく、Ronin Walletと呼ばれる専用のウォレットを活用し、サービス利用を行う必要がある。
2021年12月の時点では、アクシーの販売価格などはまだイーサ建てとなっているが、Sky Mavis社は今後それらをRoninブロックチェーンの基軸通貨「RON」に置き換えていく意向を明らかにしている。